# Philippe Kourouma
Philippe Kourouma (* 29. November 1932 in Samoé, Guinea; † 10. Februar 2009) war römisch-katholischer Bischof von Nzérékoré (N'Zérékoré) in Guinea.

## Leben
Philippe Kourouma empfing am 8. September 1962 die Priesterweihe.
Papst Johannes Paul II. ernannte ihn 1979 zum dritten Bischof von Nzérékoré. Die Bischofsweihe spendete ihm am 15. Dezember 1979 der Bischof von Man an der Elfenbeinküste und spätere Kardinal Bernard Agré; Mitkonsekratoren waren Erzbischof Francis Carroll SMA, ehemaliger Apostolischer Nuntius, und Jean-Baptiste Maria Cissé, Bischof von Sikasso in Mali.
Kourouma war Präsident der Bischofskonferenz in Guinea. 2007 wurde seinem Rücktrittsgesuch entsprechend Can. 401 § 1 durch Benedikt XVI. stattgegeben.